# Груббен, Линда
Ли́нда Гру́ббен (норв. Linda Grubben), урождённая Хьёрхом (норв. Tjørhom; 13 сентября 1979, Ставангер) — норвежская биатлонистка, призёр Зимних Олимпийских игр, двукратная чемпионка мира.
Объявила об уходе из профессионального спорта в 2007 году.

## Биография
Линда Груббен с 12 лет начала заниматься биатлоном. Её первым дебютом стал чемпионат мира среди юниоров 1997 года, где она выступила вполне успешно, попав в десятку лучших. На следующий год она уже выигрывает серебро чемпионата мира среди юниоров, а после 2000 года попадает в основной состав национальной сборной по биатлону. 
На Олимпиаде в Солт-Лейк-Сити молодая спортсменка завоёвывает серебро в составе норвежской женской эстафетной команды. В сезоне 2003/04 Линда Груббен впервые выигрывает гонку этапа Кубка мира, стабильно входит в двадцатку лучших биатлонисток мира, становится чемпионкой мира. 
В последующих сезонах она смогла улучшить свои результаты, а чемпионат мира 2007 года стал самым успешным в её карьере. Она завоевала три медали — золото, серебро и бронзу. Её личный тренер — Рогер Груббен (норв. Roger Grubben) стал впоследствии её мужем. Линда Груббен, прежде всего, отличалась качеством стрельбы: быстро и точно поражала мишени. Однако скорость на лыжне она показывала среднюю. Неожиданно для всех Линда Груббен закончила свою биатлонную карьеру в 2007 году.